# Belsenrättegången

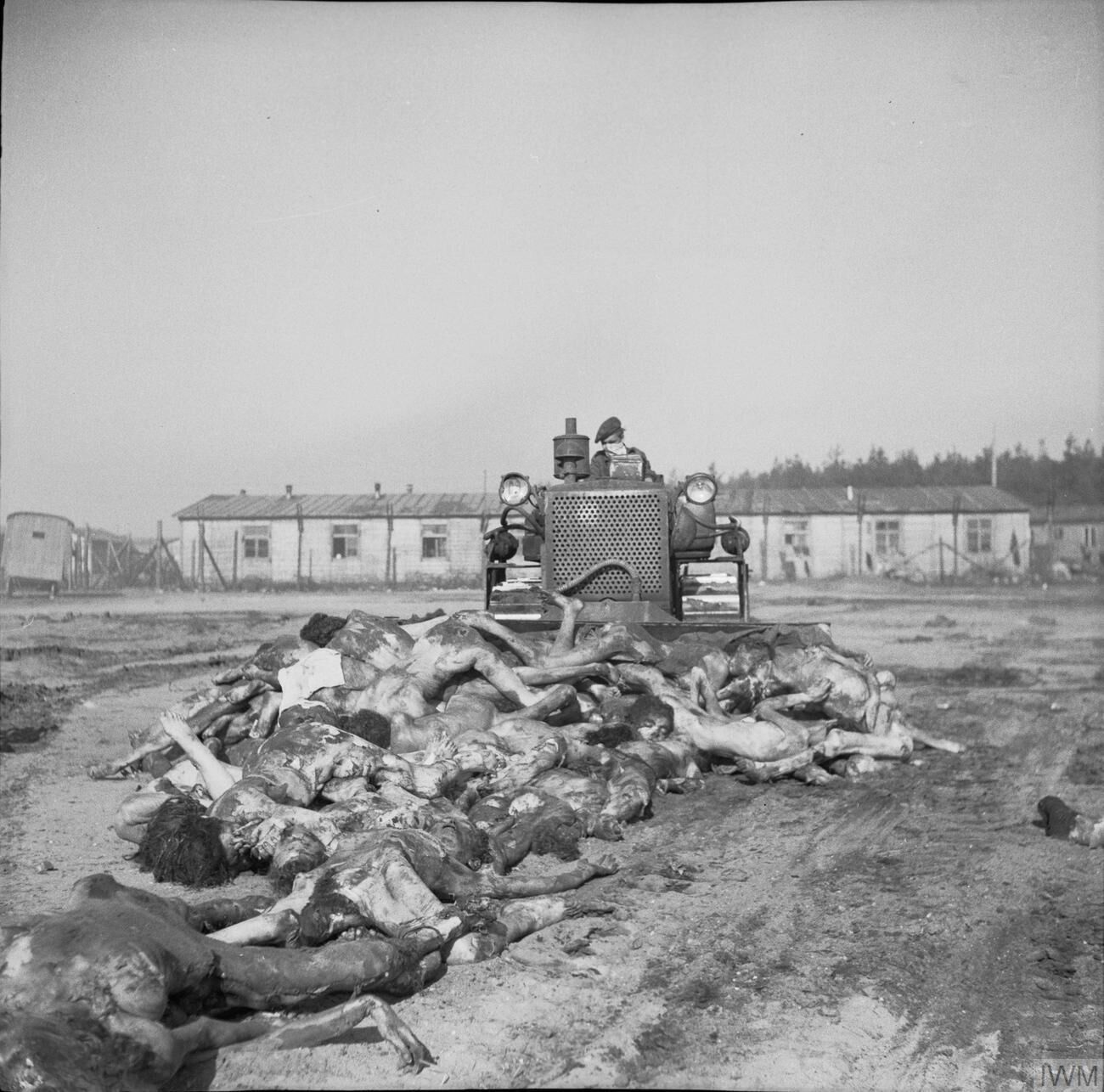
Döda koncentrationslägerfångar samlas ihop och begravs med en bulldozer i Bergen-Belsen efter befrielsen i april 1945.

Belsenrättegången var en av flera rättegångar för krigsbrott och brott mot mänskligheten som de allierade styrkorna höll mot tidigare ledare och funktionärer från Nazityskland efter andra världskriget.

## Rättegången
Belsenrättegången, även känd under det officiella namnet rättegången mot Josef Kramer och 44 övriga, var en rättegång mot 45 SS-officerare och kapos från det nazistiska koncentrationslägret Bergen-Belsen som stod åtalade för krigsförbrytelser och brott mot mänskligheten. Huvudåtalad var Josef Kramer. Rättegången, som hölls av en brittisk militärtribunal i Lüneburg, varade mellan 17 september och 17 november 1945.
De 44 stod åtalade för krigsbrott och brott mot mänskligheten som utförts genom deras deltagande i tortyr och massmord av lägerfångar. Alla förutom Starotska anklagades för att ha utfört sådana brott i Bergen-Belsen; Starotska, Josef Kramer, Fritz Klein, Weingartner, Kraft, Hoessler, Juana Bormann, Elisabeth Volkenrath, Ehlert, Gura, Irma Grese, Lothe, Lobauer och Schreirer åtalades även för illdåd som utfördes i Auschwitz.

## Domar
Domarna blev de följande:
- Josef Kramer, Fritz Klein, Peter Weingartner, Franz Hössler, Juana Bormann, Irma Grese, Elisabeth Volkenrath, Karl Francioh, Anchor Pichen, Franz Stofel och Wilhelm Dörr dömdes till döden genom hängning.
- Erich Zoddel dömdes till livstids fängelse.
- Huvudföreståndarinnan Hertha Ehlert, Otto Calesson, Heinrich Schreirer, kapo Helena Kopper och Vladislaw Ostrovski dömdes till 15 års fängelse.
- Kapo Hildegard Lohbauer och vakterna Ilse Forster, Herta Bothe, Irene Haschke, Gertrud Sauer, Johanne Roth, Anna Hempel, Stanislawa Starotska och Antoni Aurdzieg dömdes till 10 års fängelse.
- Gertrude Fiest och Medislaw Burgraf dömdes till 5 år, Frieda Walter till 3 år och Hilde Lisiewitz till 1 år.
- Georg Kraft, Josef Klippel, kapo Ilse Lothe, Oscar Schmitz, Fritz Mathes, Karl Egersdorf, Walter Otto, Eric Barsch, Ignatz Schlomovicz, Ida Forster, Klara Opitz, Charlotte Klein, Hildegard Hahnel, och Antoni Polanski friades.
- En av de svarande, Ladislaw Gura, avlägsnades från rättegången på grund av sjukdom.

Samtliga avrättningar verkställdes den 13 december 1945 genom hängning i fängelset Hameln. Bödel var Albert Pierrepoint.